# Stedelijke Harmonie "St. Antonius", Weert
De Stedelijke Harmonie St. Antonius werd opgericht in 1879 rond Driekoningen (begin januari) in Weert.
St. Antonius bestaat uit een groot harmonieorkest en een jeugdharmonie. Daarnaast is er nog een afdeling opleiding waar beginnende muzikanten op de muziekschool een instrument leren bespelen. De vereniging telt in totaal ongeveer 80 leden.
Het doel van de Stedelijke is om met elkaar - in harmonie - muziek te maken, stedelijke en kerkelijke activiteiten muzikaal op te luisteren en zich regelmatig aan het publiek te presenteren. Het groot harmonieorkest van de Stedelijke speelde tot oktober 2005 in de afdeling Uitmuntendheid (3e divisie). Tijdens het bondsconcours op 23 oktober promoveerde zij naar de 2e divisie.
Na de zomervakantie 2002 vond er een wisseling van dirigenten plaats. Dirigent dhr. Tjeu Snoek droeg na vijftien jaar het dirigentenstokje over aan de heer Willy Fransen uit Zolder (België). Willy Fransen is in 2007 opgevolgd door Stijn Rutten uit Gemert (N-Br). In 2009 keerde Tjeu Snoek terug op de 'bok'.
De harmonie heeft een reeks repetitie- en concertruimtes bewoond. De meest recente is het Muziekhuis, gedeeld met de Kerkelijke Harmonie St Joseph 1880, waar elke dinsdagavond wordt gerepeteerd. 
Het vaste jaarprogramma van de Stedelijke omvat onder andere de volgende optredens:
- Uitvoeren van het Oranjeconcert in het Munttheater, op of rond Koninginnedag
- Muzikale begeleiding van de opening van de grote kermis in Weert in september
- Najaarsconcert op wisselende locaties
- St. Ceciliafeest op een zaterdag in november met een muzikale rondwandeling door de stad

Behalve voor bovengenoemde optredens wordt de Harmonie ook veelvuldig gevraagd voor serenades en het muzikaal omlijsten van activiteiten van de gemeente Weert en particuliere organisaties. De Stedelijke Harmonie wil gedurende het gehele jaar voor zover mogelijk met haar muzikanten midden in de Weerter gemeenschap staan.
De Stedelijke Harmonie is begiftigd met de erepenning van verdienste van Hare Majesteit de Koningin en de erepenning van verdienste van de gemeente Weert. De heer Matti, oud-burgemeester van de gemeente Weert, is Erebeschermheer van de Stedelijke Harmonie St. Antonius Weert.
Traditioneel is de burgemeester van Weert de beschermheer van de Harmonie. .